# Rhacophorus malabaricus
Rhacophorus malabaricus es una especie de ranas que habita en la India.

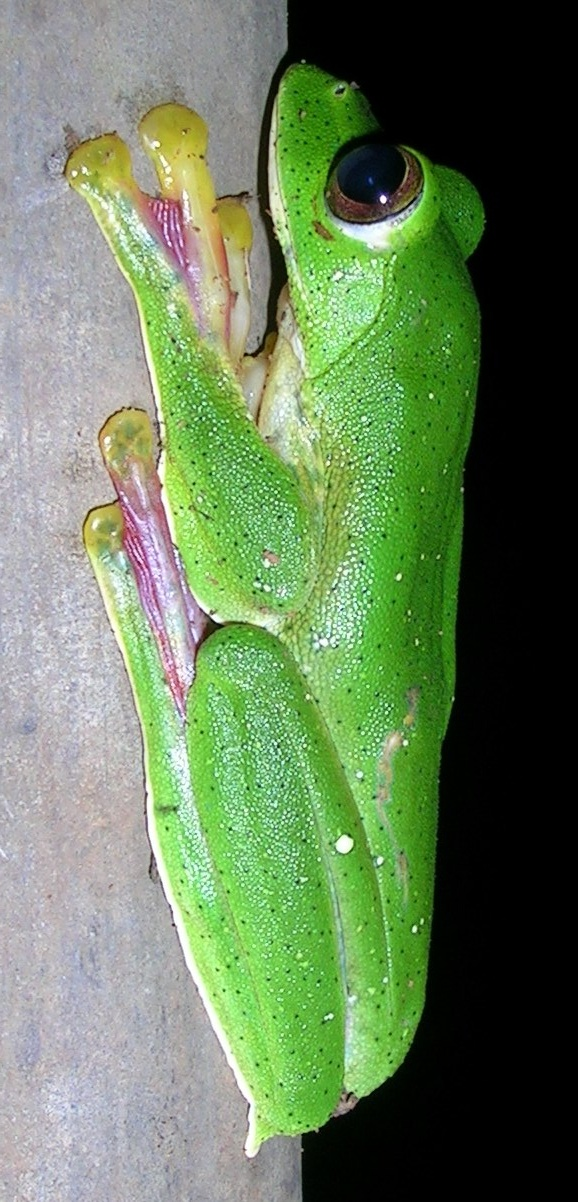
Ejemplar de esta especie de rana.